# Iratusichthys
Iratusichthys è un genere estinto di pesci ossei forse appartenente all’ordine Lampridiformes, noto per un'unica specie, Iratusichthys ulrikii, rinvenuta nella Formazione di Ølst, in Danimarca, risalente all’Eocene inferiore (Ypresiano). Il genere è stato descritto per la prima volta nel 2025.

## Descrizione
Iratusichthys ulrikii è conosciuto da un solo esemplare fossile moderatamente ben conservato ma parzialmente incompleto, privo della maggior parte dello scheletro assiale. Il reperto presenta un insieme unico di caratteristiche morfologiche che giustificano la designazione di un nuovo genere all’interno dei Lampridiformes. Tra i tratti distintivi vi sono una profonda concavità anteriore della regione etmoide, orbitosfenoide privo di carena ventrale, presenza di piccoli denti conici sia nella mascella superiore che inferiore, un forame bericiforme che attraversa il ceratoiale anteriore, e una formula predorsale atipica (/0/0/?+1/1/), oltre all’assenza di parapofisi.

## Classificazione
La combinazione di caratteri osservata in Iratusichthys, in particolare la presenza di denti conici minuti, suggerisce che il taxon possa rappresentare un potenziale lampridiforme basale. Tuttavia, la posizione filogenetica esatta del genere resta incerta e richiede ulteriori confronti anatomici con altri lampridiformi fossili e viventi.

## Contesto geologico e paleoambientale
L'esemplare proviene dalla Formazione di Ølst, in Danimarca, una delle due celebri formazioni sedimentarie (insieme alla Formazione di Fur) note per la straordinaria conservazione della fauna ittica dell’Eocene precoce. Iratusichthys ulrikii rappresenta il secondo lampridiforme descritto da queste formazioni, dopo Palaeocentrotus boeggildi, conosciuto esclusivamente dalla Formazione di Fur.